# ديفيد هنتر (لاعب كريكت)
ديفيد هنتر (بالإنجليزية: David Hunter)‏ (23 فبراير 1860 في المملكة المتحدة - 11 يناير 1927) هو لاعب كريكت بريطاني (وحمل سابقاً جنسية المملكة المتحدة لبريطانيا العظمى وأيرلندا).

## وصلات خارجية
- ديفيد هنتر على موقع إي آس بي آن كريك إنفو (الإنجليزية)